# جون بارتليت (سياسي)
جون بارتليت (بالإنجليزية: John Bartlett)‏ هو محامي وسياسي أمريكي، ولد في 5 أكتوبر 1677 في نوروولك في الولايات المتحدة، وتوفي بنفس المكان في 5 أغسطس 1761. انتخب عضو مجلس نواب كونيتيكت.